# Nefza
Nefza (àrab: نفزة, Nafza) és una ciutat del nord de Tunísia, a la governació de Béja, capital de l'única delegació marítima de la governació, situada uns 25 km al nord de la ciutat de Béja.

## Nom
Abans de la independència la ciutat es deia Djebel Labiadh, literalment ‘la Muntanya Blanca’.
El seu nom, que s'aplica a tota la comarca, deriva de la tribu Nafza.

## Geografia
Es troba uns 500 metres sobre el nivell del mar, entre les muntanyes de la Kroumirie, a l'oest, i les dels Mogods, a l'est, a uns 14 km de la costa, de la que la separen les dunes d'arena d'Ouechata.
El clima és mediterrani.
A la comarca hi ha diversos rierols: Oued Zouaraa, Oued El Maaden, Oued Bouzenna i altres de menors. L'embassament de Sidi El Barrak es troba entre la ciutat i la costa, amb una capacitat de 270 milions de metres cúbics.

## Economia
L'agricultura és la base econòmica, amb cultiu de cereals, sobretot els farratges, i arbres fruiters; es cultiva també tabac.
A la costa, la platja de Zouaraa, a la zona del Oued Zouaraa, encara verge, és un possible centre d'atracció turística que vulgui combinar platja i muntanya.

## Demografia
La municipalitat té una població de 10.840 habitants dels quals dos terços viuen a la mateixa ciutat. És capçalera d'una delegació amb 58.810 habitants.

## Administració
És el centre de la delegació o mutamadiyya homònima, amb codi geogràfic 21 54 (ISO 3166-2:TN-12), dividida en setze sectors o imades:
- Nefza Est (21 54 51)
- Nefza Ouest (21 54 52)
- Ouachtata (21 54 53)
- Kap Négro (21 54 54)
- Ezzouarâa (21 54 55)
- Bou-Zenna (21 54 56)
- Maktâa Hadid (21 54 57)
- Bellif (21 54 58)
- Djebel Ediss (21 54 59)
- Fatnassa (21 54 60)
- Ghayadha (21 54 61)
- Zaga (21 54 62)
- Tebaba (21 54 63)
- Oued El Mâaden (21 54 64)
- Djamila (21 54 65)
- Dehiret (21 54 66)

Al mateix temps, forma una municipalitat o baladiyya (codi geogràfic 21 14).

## Imatges

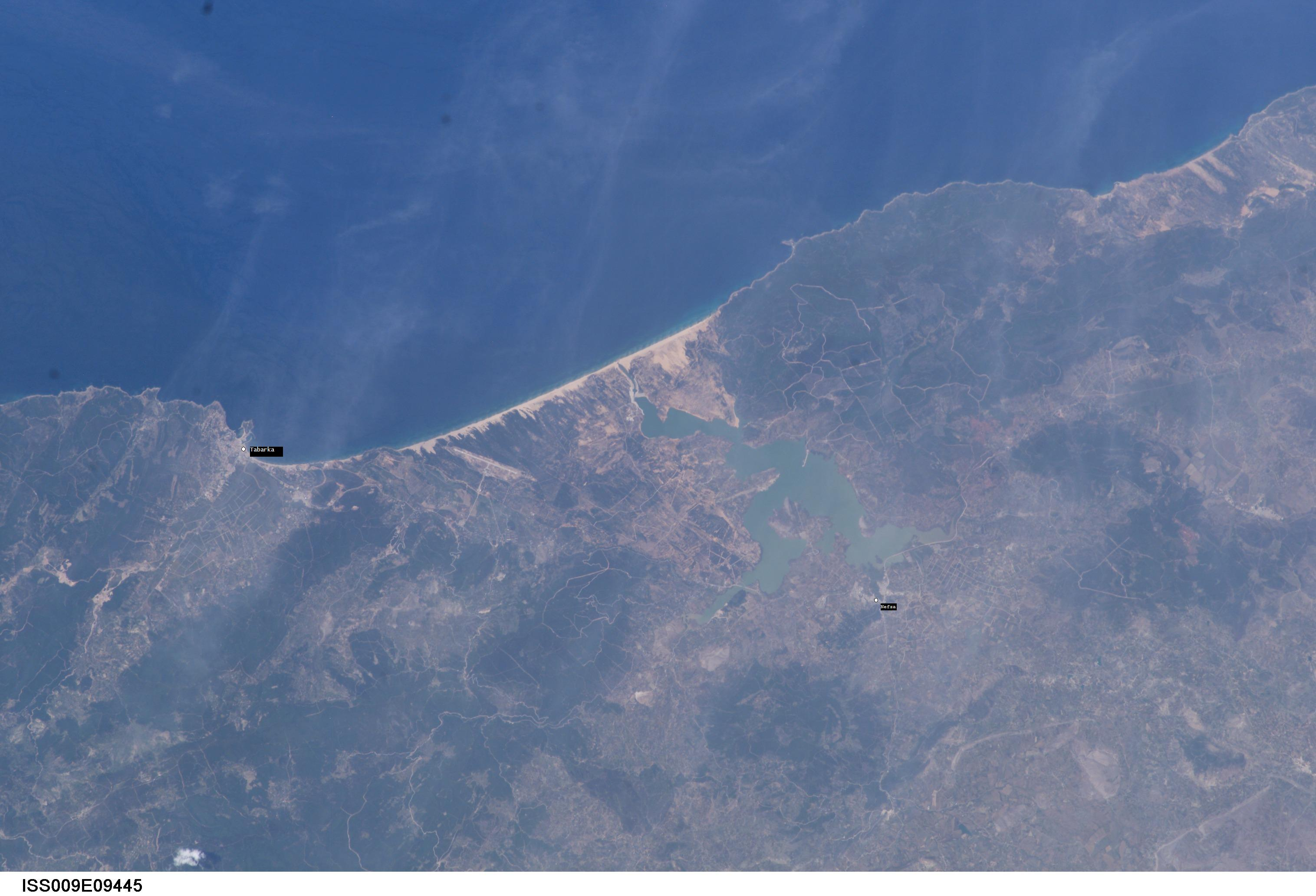
Vista aèria de la regió de Nefza amb l'embassament de Sidi El Barrak
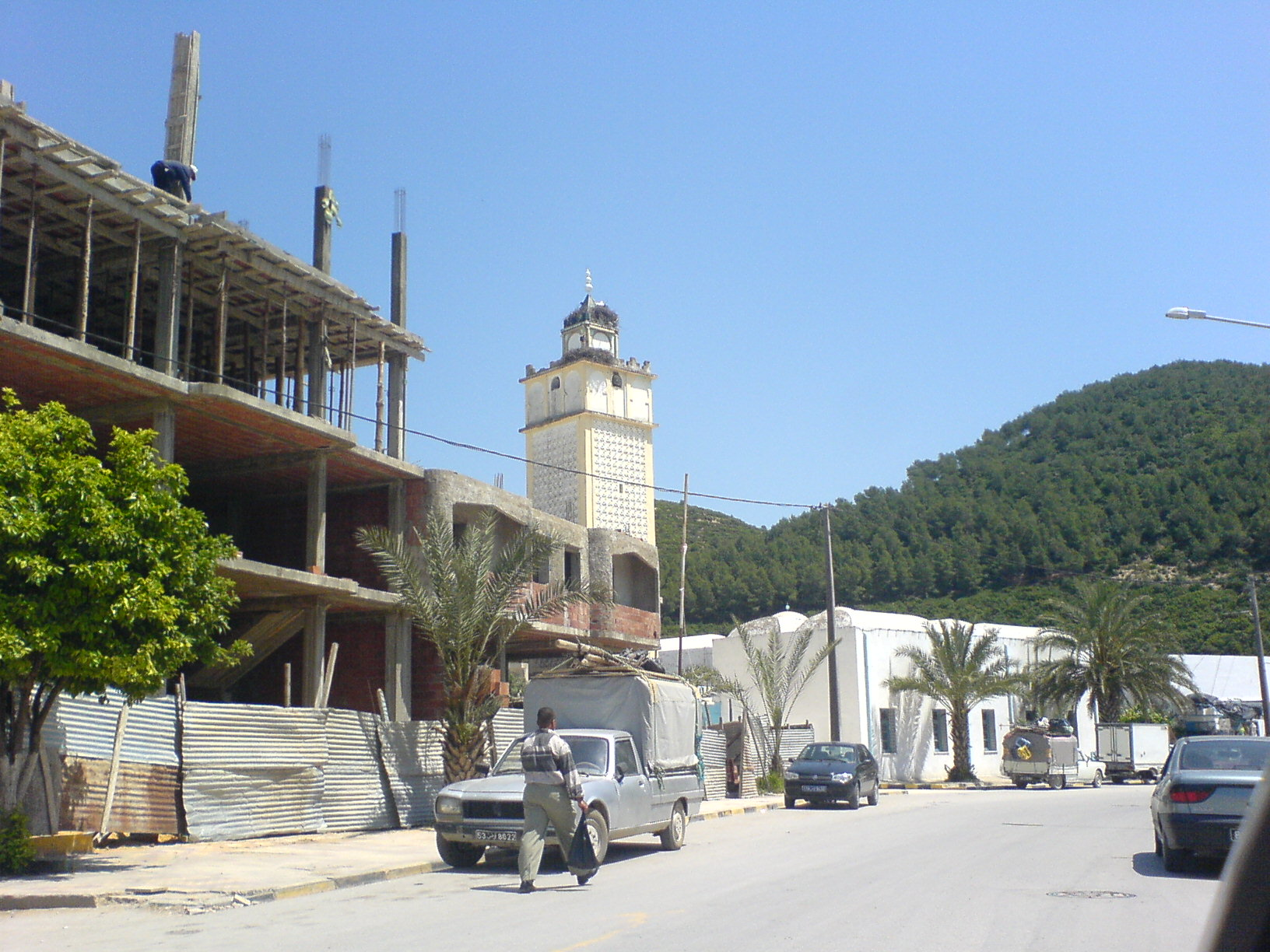
Gran mesquita de Nefza
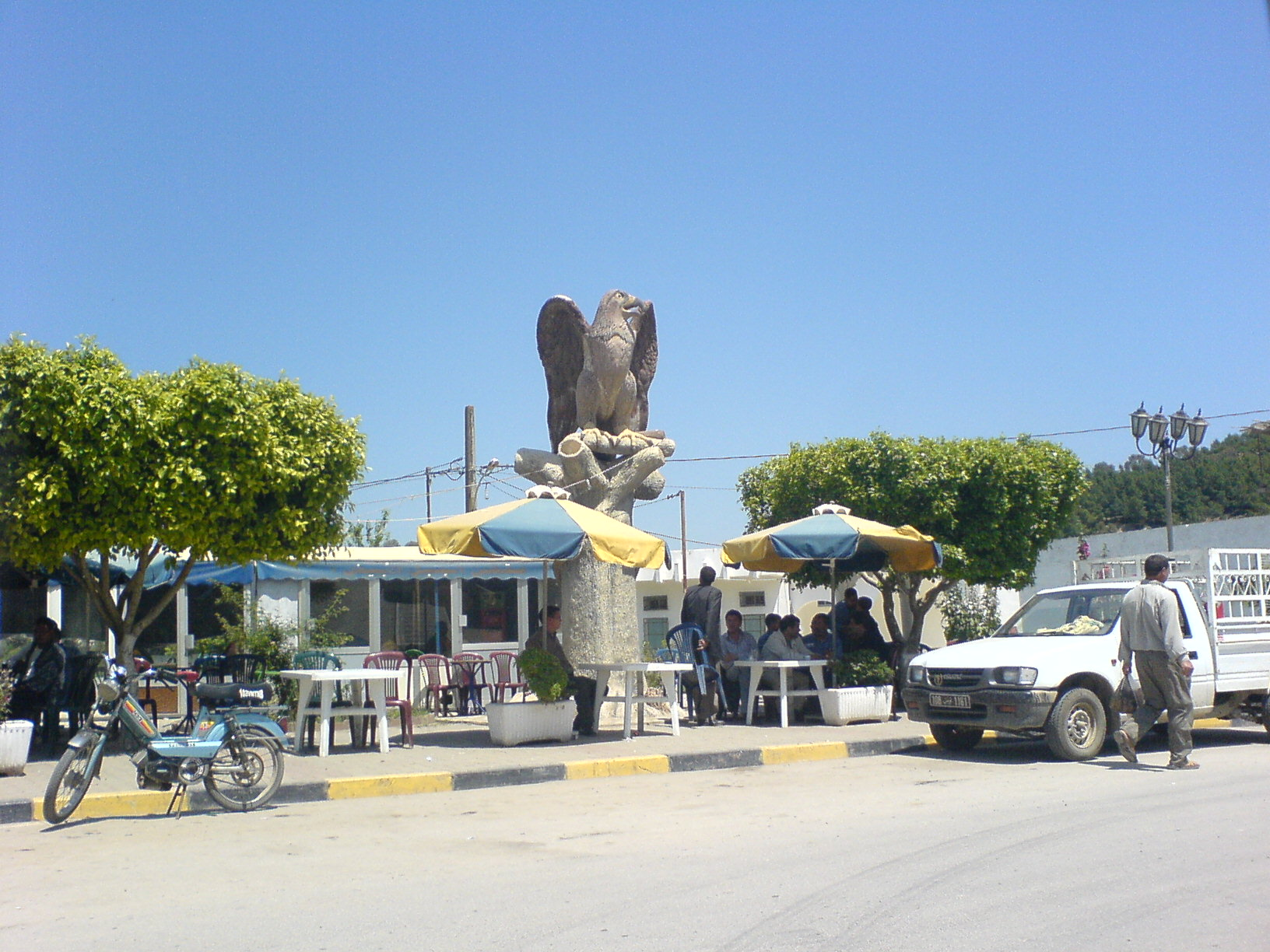
Estàtua de l'àliga